# Historia rywalizacji A.C. Milan z Juventusem F.C.
Rywalizacja włoskich zespołów piłkarskich A.C. Milan i Juventus F.C. jest rywalizacją dwóch najbardziej utytułowanych drużyn z Italii. Oba kluby mają na koncie m.in. 55 tytułów mistrzów Włoch (Milan – 18, Juventus – 37), 18 Pucharów Włoch (odpowiednio 5 i 13) oraz 9 Pucharów Europy (7 i 2).
Oba kluby spotkały się dotychczas 257 razy. W sezonie 2009/2010 dwukrotnie zwyciężał Milan, strzelając w obydwu meczach po trzy bramki. Mimo to żaden z klubów wciąż nie uzyskał znaczącej przewagi w tej rywalizacji, obecnie minimalnie lepszy bilans posiada Milan. Oprócz spotkań w Serie A oba zespoły spotykają się każdego roku w corocznym, prestiżowym spotkaniu o Trofeo Luigi Berlusconi. W meczach o to trofeum 8 razy lepszy był Juventus, 6 razy Milan.

## Łączny bilans spotkań
Statystyka pojedynków w latach 1900–2009, stan na 24 maja 2009.
| Rozgrywki         | Mecze | Zwycięstwa Milanu | Remisy | Zwycięstwa Juventusu | Bramki Milanu | Bramki Juventusu |
| Serie A           | 151   | 46                | 53     | 52                   | 203           | 207              |
| Mistrzostwa Włoch | 32    | 10                | 9      | 13                   | 50            | 56               |
| Puchar Włoch      | 19    | 7                 | 6      | 6                    | 22            | 20               |
| Superpuchar Włoch | 1     | 0                 | 1      | 0                    | 1             | 1                |
| Puchar Federalny  | 2     | 1                 | 0      | 1                    | 3             | 4                |
| Liga Mistrzów     | 1     | 0                 | 1      | 0                    | 0             | 0                |
| Mecze towarzyskie | 52    | 26                | 11     | 15                   | 102           | 80               |
| Łącznie           | 258   | 90                | 81     | 87                   | 381           | 368              |

## Historia pojedynków
Najwyższe zwycięstwa Milan odniósł w latach 1901 (7:0) i 1912 (8:1), Juventus – w latach 1925 (6:0) i 1927 (8:2). Do historii przeszło również wyjazdowe zwycięstwo Milanu w 1950 (7:1). Juventus zrewanżował się w 1996, wygrywając 6:1. Oba powyższe wyniki to najwyższe porażki tych klubów w historii na własnym boisku.
- Sezon 1949/50:
  - Juventus – Milan 1:7 (Hansen – Nordahl (3), Gren, Liedholm, Burini, Candiani)
- Sezon 1996/97:
  - Milan – Juventus 1:6 (Simone – Jugovic (2), Zidane, Vieri (2), Amoruso)

W roku 1906 oba zespoły uzyskały identyczną liczbę punktów w grupie finałowej mistrzostw Włoch. Zgodnie z regulaminem rozegrano mecz barażowy, który odbył się w Turynie. Po bezbramkowym remisie włoska federacja nakazała powtórzenie barażu na boisku US Milanese. Juventus nie chciał się na to zgodzić i nie przyjechał na mecz. Ostatecznie piłkarze Milanu wygrali walkowerem (2:0).
W finale Pucharu Włoch oba zespoły spotkały się trzykrotnie. Dwukrotnie rywalizacja zakończyła się sukcesem drużyny z Turynu, raz – Mediolanu.
- Sezon 1941/42:
  - Milan – Juventus 1:1 (dogr.) (Bellini – Cappello)
  - Juventus – Milan 4:1 (Lushta (3), V. Sentimenti – Boffi)
- Sezon 1972/73:
  - Milan – Juventus 1:1[1], karne 4-1 (Benetti – Bettega)
- Sezon 1989/90:
  - Juventus – Milan 0:0
  - Milan – Juventus 0:1 (Galia)

Jeden raz oba zespoły zagrały w spotkaniu o Superpuchar Włoch. W meczu rozegranym w amerykańskim East Rutherford po rzutach karnych wygrał Juventus.
- Superpuchar Włoch 2003:
  - Juventus – Milan 1:1 (dogr.), karne 5-3 (Trezeguet – Pirlo)

Jednym z najważniejszych momentów tej rywalizacji był finał Ligi Mistrzów w sezonie 2002/03. Na stadionie w Manchesterze padł wówczas bezbramkowy remis, a w rzutach karnych lepsi okazali się piłkarze Milanu wygrywając 3-2. Był to pierwszy i jedyny finał Pucharu Europy z udziałem dwóch włoskich zespołów.
| 28 maja 2003, finał Pucharu Europy: Milan – Juventus 0:0, karne 3-2 |
| - Skład Milanu: [12] Dida – [19] Alessandro Costacurta ([25] Roque Júnior 66'), [13] Alessandro Nesta, [3] Paolo Maldini (kapitan), [4] Kacha Kaladze – [8] Gennaro Gattuso, [21] Andrea Pirlo ([27] Serginho 71'), [20] Clarence Seedorf, [10] Rui Costa ([23] Massimo Ambrosini 87') – [7] Andrij Szewczenko, [9] Filippo Inzaghi - Skład Juventusu: [1] Gianluigi Buffon – [21] Lilian Thuram, [2] Ciro Ferrara, [5] Igor Tudor ([15] Alessandro Birindelli 42'), [4] Paolo Montero – [16] Mauro Camoranesi ([8] Antonio Conte 46'), [3] Alessio Tacchinardi, [26] Edgar Davids ([25] Marcelo Zalayeta 65'), [19] Gianluca Zambrotta – [17] David Trezeguet, [10] Alessandro Del Piero (kapitan) |

## Lista spotkań Milanu z Juventusem w XXI wieku
| Lp. | Data                 | Rozgrywki               | Wynik meczu                    |
| 257 | 15 maja 2010         | Serie A                 | Milan – Juventus 3:0           |
| 256 | 10 stycznia 2010     | Serie A                 | Juventus – Milan 0:3           |
| 255 | 10 maja 2009         | Serie A                 | Milan – Juventus 1:1           |
| 254 | 14 grudnia 2008      | Serie A                 | Juventus – Milan 4:2           |
| 253 | 17 sierpnia 2008     | Trofeo Luigi Berlusconi | Milan – Juventus 4:1           |
| 252 | 12 kwietnia 2008     | Serie A                 | Juventus – Milan 3:2           |
| 251 | 1 grudnia 2007       | Serie A                 | Milan – Juventus 0:0           |
| 250 | 17 sierpnia 2007     | Trofeo Luigi Berlusconi | Milan – Juventus 2:0           |
| 249 | 6 stycznia 2007      | Trofeo Luigi Berlusconi | Milan – Juventus 3:2           |
| 248 | 12 marca 2006        | Serie A                 | Juventus – Milan 0:0           |
| 247 | 29 października 2005 | Serie A                 | Milan – Juventus 3:1           |
| 246 | 14 sierpnia 2005     | Trofeo Luigi Berlusconi | Milan – Juventus 2:1           |
| 245 | 8 maja 2005          | Serie A                 | Milan – Juventus 0:1           |
| 244 | 18 grudnia 2004      | Serie A                 | Juventus – Milan 0:0           |
| 243 | 28 sierpnia 2004     | Trofeo Luigi Berlusconi | Milan – Juventus 0:1           |
| 242 | 14 marca 2004        | Serie A                 | Juventus – Milan 1:3           |
| 241 | 1 listopada 2003     | Serie A                 | Milan – Juventus 1:1           |
| 240 | 17 sierpnia 2003     | Serie A                 | Milan – Juventus 0:2           |
| 239 | 3 sierpnia 2003      | Superpuchar Włoch       | Juventus – Milan 1:1 karne 5-3 |
| 238 | 28 maja 2003         | Liga Mistrzów           | Milan – Juventus 0:0 karne 3-2 |
| 237 | 22 marca 2003        | Serie A                 | Milan – Juventus 2:1           |
| 236 | 10 listopada 2002    | Serie A                 | Juventus – mIlan 2:1           |
| 235 | 18 sierpnia 2002     | Trofeo Luigi Berlusconi | Milan – Juventus 0:0 karne 3-1 |
| 234 | 14 kwietnia 2002     | Serie A                 | Juventus – Milan 1:0           |
| 233 | 6 lutego 2002        | Puchar Włoch            | Juventus – Milan 1:1           |
| 232 | 23 stycznia 2002     | Puchar Włoch            | Milan – Juventus 1:2           |
| 231 | 9 grudnia 2001       | Serie A                 | Milan – Juventus 1:1           |
| 230 | 18 sierpnia 2001     | Trofeo Luigi Berlusconi | Milan – Juventus 1:1 karne 3-4 |
| 229 | 25 lutego 2001       | Serie A                 | Juventus – Milan 3:0           |